# Flávio Conceição
Flávio da Conceição, född 13 juni 1974 är en brasiliansk före detta fotbollsspelare.
Conceição spelade som central mittfältare. Han spelade för Deportivo La Coruña när de vann sin första och hittills enda titel i La Liga 2000. Conceição var en av nyckelspelarna i framgången för laget och han värvades säsongen efter till Real Madrid CF. Där var han bland annat med och vann två titlar i La Liga 2001 och 2003. Han spelade även för Real Madrid när de vann Champion League 2002. Han spelade också 45 A-landskamper för Brasilien och var med och vann Brasiliens femte och sjätte titel i Copa América 1997 och 1999. Conceição representerade också Brasilien under sommar-OS 1996 i Atlanta där laget vann en bronsmedalj.